# Vidak (jezero)
Jezero Vidak (točnije, skup jednog većeg, jednog manjeg i nekoliko manjih bara površine ukupno oko 6 hektara) kojima gospodari ŠRK "Đelekovec", nalazi se u Koprivničko-križevačkoj županiji u južnom dijelu općine Đelekovec.

## Opis
Jezero je udaljeno od samog centra naselja i općine Đelekovec južno oko 2 km. To su umjetna jezera nastala iskapanjem šljunka i pijeska. Jezera se opskrbljuju vodom podzemno iz rijeke Drave i iz potoka Segovina koji teče desetak metara zapadno od njih. Obala jezera je prilično neprohodna, gusto obrasla visokim i niskim raslinjem, šikarom, trskom, rogozom, šašom, ježincom, ljutkom i drugim biljem a pristup vodi je moguć na nešto više od desetak ribičkih mjesta. Visoko raslinje ljeti ribičima daje savršeni hlad a cijelu godinu mirnu površinu vode jer štiti od vjetra. Obala je nešto pristupačnija na sjevero-zapadnom dijelu. Oko jezera su poljoprivredne površine i livade. Dno jezera je šljunkovito, mjestimično s puno trulog lišća i mulja, mjestimično prilično, a južnije i jako obraslo vodenom travom (krocanj). Ima bijelog lopoča i žutog lokvanja. Jezera se poribljavaju i bogata su nekim uobičajenim ribljim vrstama za ovo područje: posebno šaran (divlji/vretenasti i ribnjački/bezljuskaš), amur, obični grgeč i pastrvski grgeč bass, tolstolobik (bijeli/sivi glavaš), smuđ*?, som, štuka, linjak i ostala sitnija riba (unesene-alohtone invazivne vrste patuljasti som-američki som i sunčanica i koje obitavaju u ovom području -autohtonih vrsta crvenperka, žutooka-bodorka, bjelica-uklija i dr.). Sitnije ribe također ima i u spomenutom potoku. Zabranjena je uporaba čamaca.

## Galerija
- Vidak jezero
- Vidak jezero
- Vidak jezero